# (4317) Garibaldi
(4317) Garibaldi ist ein Asteroid des Hauptgürtels, der am 19. Februar 1980 von der tschechischen Astronomin Zdeňka Vávrová am Kleť-Observatorium (IAU-Code 046) bei Český Krumlov in Tschechien entdeckt wurde.
Der Asteroid ist nach dem italienischen Nationalhelden und Freiheitskämpfer Giuseppe Garibaldi (1807–1882) benannt.